# Musselkräftor
Musselkräftor eller ostrakoder (Ostracoda) är en klass bland kräftdjuren. De är små, oftast omkring 1 mm, och förekommer i alla slags vattenmiljöer, både hav och sötvatten. Kroppen är tillplattad från sidorna och omges av ett skal som har formen av ett musselskal, därav namnet. Det vetenskapliga namnet Ostracoda kommer från grekiskans ὀστρακώδης (ostrakodes), lik en skärva (οστράκων, ostrakon, skal eller krukskärva). Musselkräftor är mycket vanliga som fossil och ett stort antal fossila arter är kända, och de har mycket stor betydelse som ledfossil. Omkring 65 000 arter har beskrivits, men på grund av rikliga synonymer räknas bara 33 000 som giltiga arter. Av dessa är cirka 13 000 nu levande, övriga är fossila.

## Anatomi

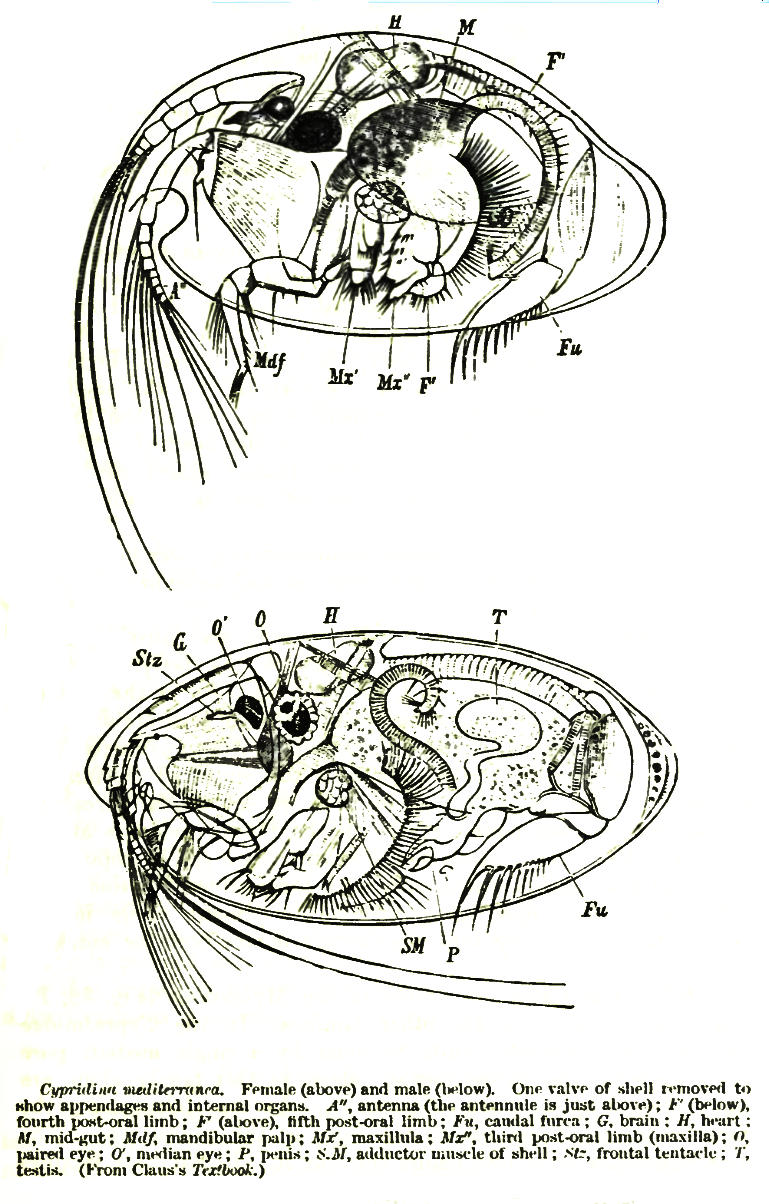
Anatomin hos Cypridina mediterranea

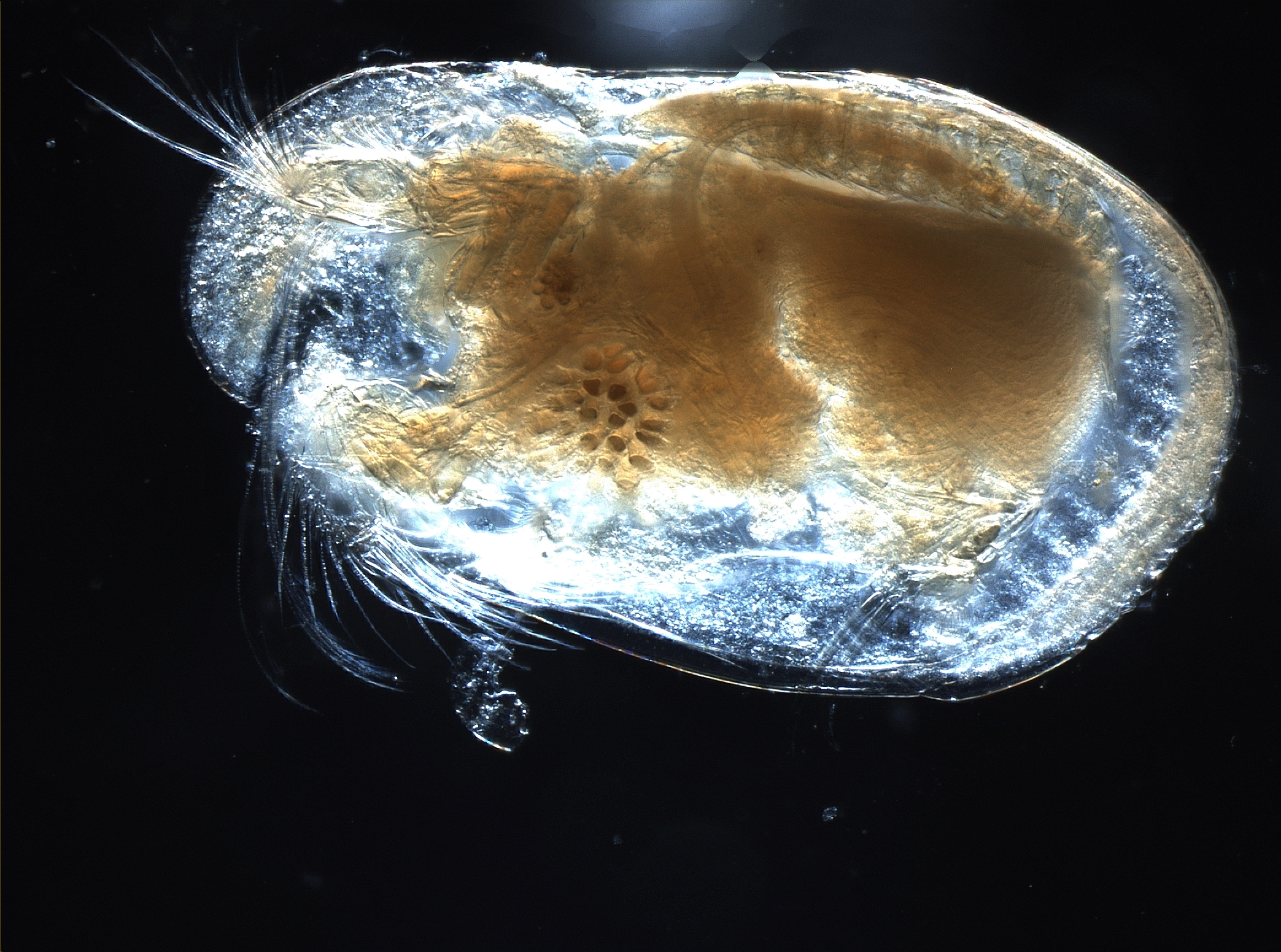
Musselkräfta i genomfallande ljus

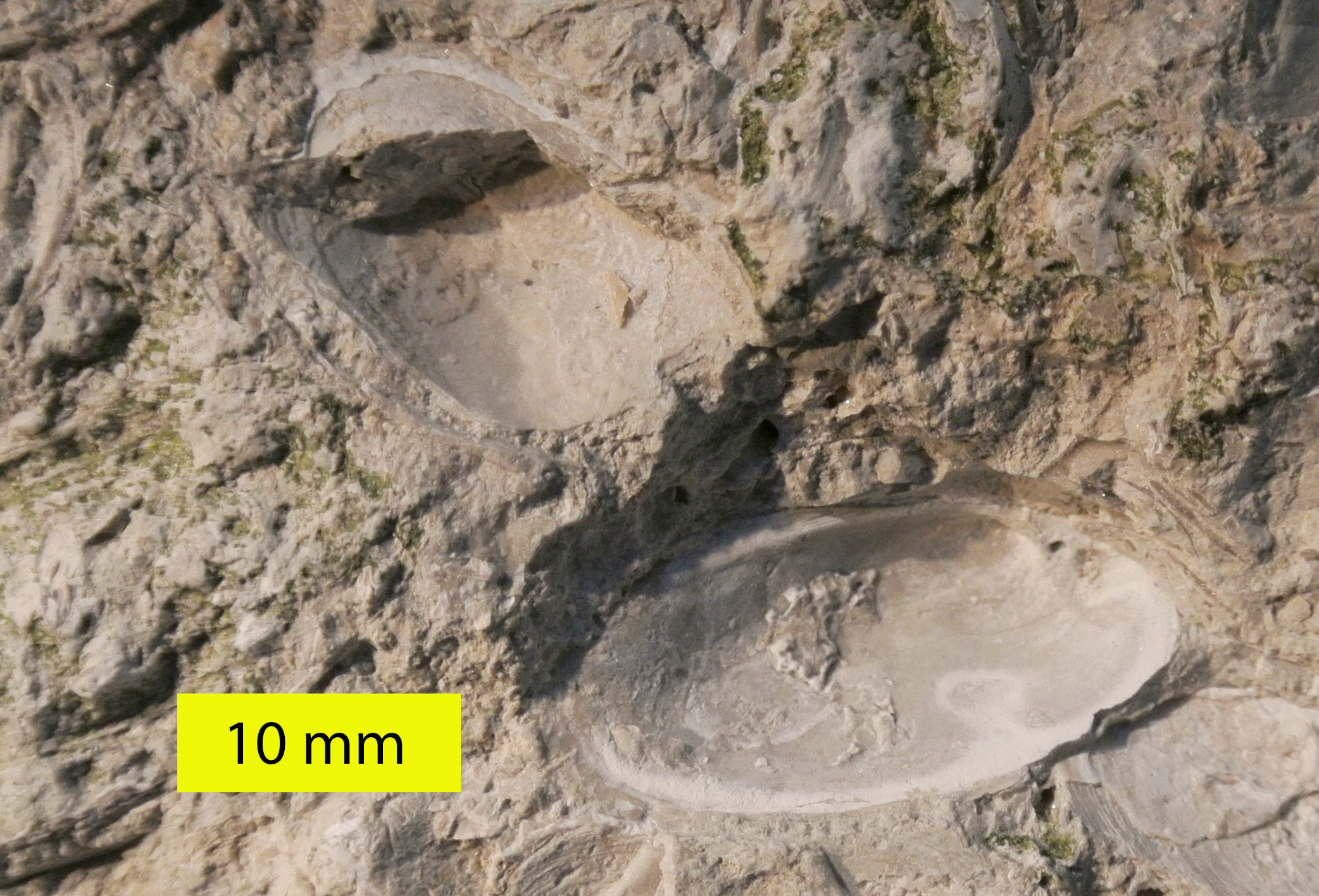
Musselkräftan Herrmannina från Silur, Paadla-formationen, Ösel, Estland

Kroppen består av huvud och thorax, skilda av en insnörning på ventralsidan. Till skillnad från de flesta kräftdjur har de ingen tydlig segmentering. Storleken är i de flesta fall 0,5–2 mm, men varierar från 0,2 mm till 30 mm. Störst är Gigantocypris-arterna.
Huvudet är den största delen av kroppen och har de flesta bihangen. Det finns två par välutvecklade antenner som djuret använder för att simma genom vattnet. Mundelarna är ett par mandibler (käkar) och två par maxiller.
Thorax (mellankroppen) har typiskt två (i något fall tre) benpar, men dessa är reducerade till ett par eller saknas helt hos många arter. Från svansspetsen utgår två utskott (rami) som är riktade nedåt och lite framåt från skalets bakända.
Abdomen (bakkroppen) är reducerad eller saknas. Gonaderna är relativt stora hos vuxna djur.
Skalet som är typiskt för ostrakoderna och har gett dem deras namn, är byggt som ett musselskal. Gångjärnet mellan skalhalvorna (valvlerna) finns på ryggsidan. Skalet består av kitin och är mer eller mindre mineraliserat genom kalkinlagring. Det bildas liksom hos musslorna från ett hudveck.
Ostrakoder har typiskt inga gälar utan tar upp syre genom speciella plattor på kroppsytan. De flesta har inget hjärta eller blodkärlssystem utan blodet cirkulerar fritt. Kvävehaltiga restprodukter utsöndras av körtlar vid maxillerna eller antennerna.
Det viktigaste sinnet är troligen känseln, och ostrakoderna har känsliga borst över kroppsytan och extremiteterna. De har dock även ett oparigt naupliusöga, och i några fall också ett par komplexögon.

## Ekologi
Musselkräftor förekommer i alla akvatiska miljöer, i både salt och sött vatten (hav, djuphav, bräckvatten, sjöar, floder, grundvatten). Några arter hittas i mossa eller i lövskiktet.
Ostrakoderna rör sig mest krypande på botten eller grävande i slammet. En del arter kan simma under kort tid. Arter som varaktigt lever aktivt simmande är däremot sällsynta och mest marina. En del gräver ner sig i botten och lever som filtrerare. 
Några få arter finns i halvakvatiska miljöer. Mesocypris-arter är till exempel kända från fuktiga skogsjordar, våt mossa, vatten i trädhål och dylikt i Sydafrika, Australien, Nya Zeeland och Tasmanien.
Näringen är varierad. Det finns detritusätare, asätare, filtrerare och rovdjur. Några betar alger, andra suger på växter. Till rovdjuren hör Gigantocypris som kan fånga små fiskyngel och pilmaskar. De är 30 mm och lever i djuphavet. Till asätarna hör Macrocypris, som påträffats på döda hoppkräftor. Musselkräftor från familjen Cyprididae uppträder ofta i stora mängder på döda snäckor i sötvatten. Asätare och nedbrytare spelar stor roll i ekosystemen i hav och sötvatten.
De kan också leva som kommensaler på andra kräftdjur. Arter i släktet Entocythere fäster sig till exempel på gälarna och extremiteterna på amerikanska flodkräftor av familjen Cambaridae. Några arter förekommer också på märlkräftor.
Livslängden är troligen oftast några månader. I sötvatten lever musselkräftorna vanligen från vår till höst och övervintrar som ägg. Längsta kända livslängden har den marina arten Philomedes globosus som blir könsmogen vid 1–2 års ålder och lever upp till 4 år.
Många rovdjur har ostrakoder som byte. Ett exempel från marin miljö är små musslor (fam. Cuspidariidae) som detekterar ostrakoder med hjälp av sinneshår vid andningsorganen och sedan tar in dem genom ett kraftigt sug. Även groddjur kan förtära vissa ostrakoder.

## Fortplantning
De flesta musselkräftor är skildkönade, men partenogenes förekommer. Parningen sker i typiska fall under svärmning, då stora antal musselkräftor simmar tillsammans. Hanen har två penisar och honan två könsöppningar. Spermierna är ofta mycket stora och hoprullade innan de avges.
Äggen läggs oftast i vattnet som plankton, eller är fästa vid vegetation eller underlaget. I några fall utvecklas äggen innanför skalet, vilket ger större skydd. Från ägget kläcks en naupliuslarv, som redan har ett hårt skal samt mandibler. Den genomgår larvstadier med 6 - 8 hudömsningar och är sedan ett vuxet djur.

## Geologisk betydelse

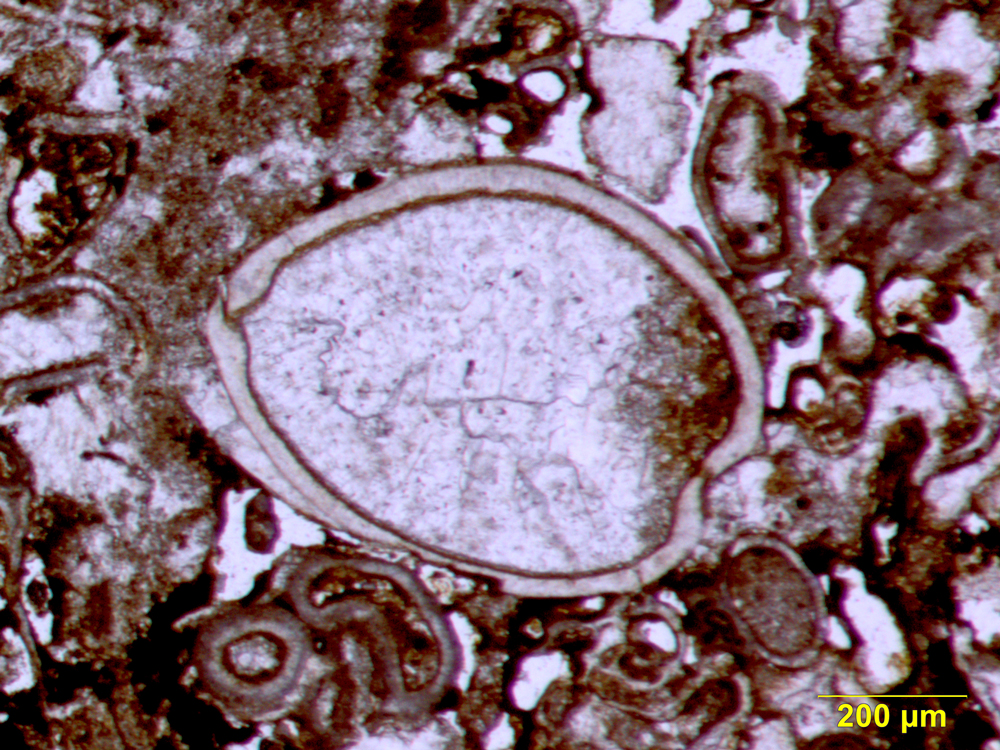
Tvärsnitt av ostrakodskal från Perm i centrala Texas; tunnskiktspreparat

Ostrakoder är de vanligaste fossila leddjuren och finns i alla lager från Kambrium till nutid. De finns till och med i baltisk bärnsten från Eocen. De är särskilt viktiga för biostratigrafi och som ledfossil, dels för åldersbestämning av sedimentära bergarter, dels eftersom de ger viktig paleoekologisk information om miljön som de levde i. 
De har stor betydelse för paleoklimatologisk forskning. En nyutvecklad metod, kallad "mutual ostracod temperature range" (MOTR), liknande "mutual climatic range" (MCR) för skalbaggar, kan användas för att bestämma paleotemperatur.
Som ledfossil har de också stor betydelse vid oljeletning.

## Bioluminiscens
Vissa ostrakoder har ett lysorgan som bildar ljusalstrande kemiska ämnen. Ljuset används ofta som försvar, men kan också spela roll vid parningen. Sådana arter, som förekommer i Karibien, avger ett blått ljus på natten ("blue sand").